# Interdit (droit canonique)
Pour les articles homonymes, voir Interdit.
Dans le Code de droit canonique de 1983, l’interdit est une sanction pénale appartenant, avec l’excommunication et la suspense, à la catégorie des censures (en) ou peines médicinales. Il était autrefois considéré comme une peine expiatoire.
Elle peut être portée par le pape ou un évêque et a pour effet (jusqu’à son absolution) la privation des biens spirituels : offices divins et sacrements. On distingue :
- l’interdit local — pesant contre une église, une paroisse, un diocèse, une communauté religieuse, voire un pays entier ;
- l’interdit personnel — pesant contre un fidèle, qu’il soit clerc ou laïc, ou un groupe de fidèles.

## Interdit local
L’interdit local fut abondamment utilisé par la papauté contre les rois et princes qui entendaient limiter son pouvoir spirituel ou temporel. Ainsi, Grégoire VII menaça d’interdit le royaume de France ; Eugène III jeta l’interdit sur le même royaume en 1146 et Innocent III fit de même contre le domaine royal en 1200, puis le royaume d’Angleterre en 1208. En 1284, le duché de Wrocław subit l’interdit à la suite de l’anathème prononcé par Thomas II Zaremba contre Henri IV le Juste.
À partir du XIIIe siècle, l’interdit local est moins utilisé dans un but politique.[réf. souhaitée] Il est cependant maintenu par le concile de Trente et employé en 1606 par Paul V contre la république de Venise (l'Interdit vénitien) provoquant une crise diplomatique majeure d'un peu plus d'un an.
Maintenu dans le Code de droit canonique de 1917 (canon 2255), le Code de droit canonique de 1983 (canon 1332) promulgué sous le pape Jean-Paul II ne prévoit plus que l'interdit personnel.

## Interdit personnel
L’interdit personnel a également été employé dans un but politique, par exemple celui qui frappa les évêques de Prusse en 1839 et 1840. Il fit l’objet d’importants développements dans le Code de 1917 mais perdit de son importance dans celui de 1983, où il apparaît comme une version atténuée de l’excommunication.
Sont désormais passibles d’interdit latæ sententiæ — c’est-à-dire du fait même de la commission du délit :
- la violence contre un évêque (can. 1370-2 — le coupable encourt également une suspense s’il est clerc) ;
- la célébration de l’eucharistie ou du sacrement de pénitence par une personne qui n’en a pas le pouvoir (can. 1378-2 — le coupable encourt également une suspense s’il est clerc) ;
- la fausse dénonciation d’un confesseur (can. 1390) du crime de sollicitation, c’est-à-dire d’avoir au cours du sacrement de la réconciliation sollicité d’un pénitent un péché contre le sixième commandement (l’interdit de l’adultère) que l’Église comprend comme la conservation de la pureté[1]; ou le fait de porter atteinte à la réputation d’autrui ;
- le mariage (même civil) d’un religieux (de vœux perpétuels) non-clerc (can. 1394-2).